# Слагельсе (коммуна)
Слагельсе (дат. Slagelse Kommune) — датская коммуна в составе области Зеландия. Площадь — 567,34 км², что составляет 1,32 % от площади Дании без Гренландии и Фарерских островов. Численность населения на 1 января 2008 года — 77457 чел. (мужчины — 38365, женщины — 39092; иностранные граждане — 3354).

## История
Коммуна была образована в 2007 году из следующих коммун:
- Хасхёй (Hashøj)
- Корсёр (Korsør)
- Скельскёр (Skælskør)
- Слагельсе (Slagelse)

## Железнодорожные станции
- Дальмосе (Dalmose)
- Хавребьерг (Havrebjerg)
- Корсёр (Korsør)
- Скельскёр (Skælskør)
- Слагельсе (Slagelse)

## Достопримечательности
- Замок Борребю

## Изображения
- Дальмосе
- Корсёр
- Скельскёр